# Неотомовые хомяки
Неотомовые хомяки (лат. Neotominae) — подсемейство североамериканских грызунов семейства хомяковых.

## Общий облик
К неотомовым относят мыше- или крысообразных грызунов, как правило с длинными хвостами и крупными ушами. Длина тела варьирует от 50 до 351 мм, хвоста от 35 до 240 мм; весят они от 6 до 450 г. Пахучие кожные железы у самцов имеются обычно только на брюшке. Длина и качество волосяного покрова значительно варьируют; окрас бывает от светлого (желтоватого, красноватого) до очень тёмного, с более светлым брюшком.

## Образ жизни
Неотомовые обитают в Северной Америке от Аляски и северной Канады до Панамы, населяя самые разнообразные ландшафты — от различных лесов до прерий и пустынь. Встречаются и в антропогенных ландшафтах, включая сельскохозяйственные угодья и человеческие поселения. Образ жизни отличается разнообразием — имеются дневные и ночные, наземные и древесные, а также одиночные и социальные виды. Питаются растительной и иногда животной пищей, включая семена, орехи, грибы, подземные и наземные части растений, насекомых, скорпионов, мелких грызунов и падаль. Многие виды делают запасы кормов в своих норах. Зимней спячки нет, но при холодной погоде могут впадать в оцепенение.
Самки приносят несколько выводков в год, по 1-9 детёнышей. Беременность длится 20-40 дней, детёныши рождаются неразвитыми, голыми и с закрытыми глазами. Глаза у них открываются между 11-21 днём. Молочное вскармливание продолжается 3-4 недели. Молодые самки достигают половой зрелости к 28 дню, самцы — только к 42 дню. Продолжительность жизни в природе, как правило, всего 1 год; в неволе рекорд долгожительства — 8 лет и 5 месяцев.

## Систематика
К подсемейству относится порядка 124 видов, объединяемых в 16 родов:
- Подсемейство Neotominae

- - Триба Baiomyini
    - Карликовые хомячки (Baiomys)
      - Южный карликовый хомячок (Baiomys musculus)
      - Северный карликовый хомячок (Baiomys taylori)

    - Бурые хомячки (Scotinomys)
      - Бурый хомячок Элстона (Scotinomys teguina)
      - Коста-риканский бурый хомячок (Scotinomys xerampelinus)

  - Триба Neotomini
    - Hodomys
      - Hodomys alleni

    - Нельсонии (Nelsonia)
      - Nelsonia goldmani
      - Nelsonia neotomodon

    - Лесные хомяки (Neotoma)
      - Белогорлый лесной хомяк (Neotoma albigula)
      - Тамаулипанский лесной хомяк (Neotoma angustapalata)
      - † Лесной хомяк Антони (Neotoma anthonyi)
      - Лесной хомяк Брайанта (Neotoma bryanti)
      - † Лесной хомяк Бункера (Neotoma bunkeri)
      - Никарагуанский лесной хомяк (Neotoma chrysomelas)
      - Пышнохвостый лесной хомяк (Neotoma cinerea)
      - Аризонский лесной хомяк (Neotoma devia)
      - Восточный лесной хомяк (Neotoma floridana)
      - Темноногий лесной хомяк (Neotoma fuscipes)
      - Лесной хомяк Гольдмана (Neotoma goldmani)
      - Пустынный хомяк (Neotoma lepida)
      - Neotoma leucodon
      - Neotoma macrotis
      - Neotoma magister
      - † Санмартинский лесной хомяк (Neotoma martinensis)
      - Мексиканский лесной хомяк (Neotoma mexicana)
      - Равнинный лесной хомяк (Neotoma micropus)
      - Лесной хомяк Нельсона (Neotoma nelsoni)
      - Халисканский лесной хомяк (Neotoma palatina)
      - Сонорский пустынный хомяк (Neotoma phenax)
      - Лесной хомяк Стефенса (Neotoma stephensi)

    - Xenomys
      - Xenomys nelsoni

  - Триба Ochrotomyini
    - Ochrotomys
      - Золотистый хомячок (Ochrotomys nuttalli)

  - Триба Reithrodontomyini (начало)
    - Вулкановые хомячки (Neotomodon)[2]
      - Вулкановый хомячок (Neotomodon alstoni)[2]

    - Кузнечиковые хомячки (Onychomys)
      - Кузнечиковый хомячок Мирнса (Onychomys arenicola)
      - Северный кузнечиковый хомячок (Onychomys leucogaster)
      - Южный кузнечиковый хомячок (Onychomys torridus)

    - Полевые хомячки (Reithrodontomys)[3]
      - Короткомордый хомячок (Reithrodontomys brevirostris)[3]
      - Сонорский хомячок (Reithrodontomys burti)[3]
      - Вулкановый мексиканский хомячок (Reithrodontomys chrysopsis)[3]
      - Панамский хомячок (Reithrodontomys creper)[3]
      - Хомячок Дариена (Reithrodontomys darienensis)[3]
      - Рыжий хомячок (Reithrodontomys fulvescens)[3]
      - Изящный хомячок (Reithrodontomys gracilis)[3]
      - Мохнатый хомячок (Reithrodontomys hirsutus)[3]
      - Восточный хомячок (Reithrodontomys humulis)[3]
      - Западный хомячок (Reithrodontomys megalotis)[3]
      - Мексиканский хомячок (Reithrodontomys mexicanus)[3]
      - Мелкозубый хомячок (Reithrodontomys microdon)[3]
      - Горный хомячок (Reithrodontomys montanus)[3]
      - Никарагуанский хомячок (Reithrodontomys paradoxus)[3]
      - Болотный хомячок (Reithrodontomys raviventris)[3]
      - Хомячок Родригеа (Reithrodontomys rodriguezi)[3]
      - Reithrodontomys spectabilis
      - Reithrodontomys sumichrasti
      - Узкомордый хомячок (Reithrodontomys tenuirostris)[3]
      - Reithrodontomys zacatecae

    - Флоридские хомячки (Podomys)
      - Флоридский хомячок (Podomys floridanus)

    - Гребнехвостые хомячки (Habromys)
      - Оахакский хомячок (Habromys chinanteco)[4]
      - Habromys delicatulus
      - Habromys ixtlani
      - Тонкохвостый хомячок (Habromys lepturus)[4]
      - Гребнехвостый хомячок (Habromys lophurus)[4]
      - Habromys  simulatus

  - Триба Reithrodontomyini (продолжение)
    - Истмомисы (Isthmomys)
      - Жёлтый хомячок (Isthmomys flavidus)[4]
      - Пиррийский хомячок (Isthmomys pirrensis)[5]

    - Гигантские оленьи хомячки (Megadontomys)
      - Megadontomys cryophilus
      - Megadontomys nelsoni
      - Хомячок Томаса (Megadontomys thomasi)[6]

    - Osgoodomys
      - Osgoodomys banderanus

    - Оленьи хомячки (Peromyscus)
      - Группа californicus
        - Калифорнийский хомячок (Peromyscus californicus)

      - Группа eremicus
        - Кактусовый хомячок (Peromyscus eremicus)
        - Гуарский хомячок (Peromyscus guardia)
        - Сен-лоранский хомячок (Peromyscus interparietalis)
        - Хомячок Дикки (Peromyscus dickeyi)
        - Ложноканьонный хомячок (Peromyscus pseudocrinitus)
        - Peromyscus eva
        - Монсератский хомячок (Peromyscus caniceps)
        - Хомячок Мерриама (Peromyscus merriami)
        - † Хомячок Пембертона (Peromyscus pembertoni)

      - Группа hooperi
        - Peromyscus hooperi

      - Группа crinitus
        - Каньонный хомячок (Peromyscus crinitus)

      - Группа maniculatus
        - Олений хомячок (Peromyscus maniculatus)
        - Peromyscus polionotus
        - Сантакрусский хомячок (Peromyscus sejugis)
        - Peromyscus keeni
        - Ситханский хомячок (Peromyscus sitkensis)
        - Черноухий хомячок (Peromyscus melanotis)
        - Хомячок Слевина (Peromyscus slevini)
        - Peromyscus nesodytes

      - Группа leucopus
        - Белоногий хомячок (Peromyscus leucopus)
        - Хлопковый хомячок (Peromyscus gossypinus)

      - Группа aztecus
        - Ацтекский хомячок (Peromyscus aztecus)
        - Peromyscus spicilegus
        - Хомячок Винкельмана (Peromyscus winkelmanni)

      - Группа boylii
        - Гребенчатый хомячок (Peromyscus boylii)
        - Peromyscus levipes
        - Peromyscus schmidlyi
        - Peromyscus stephani
        - Техасский хомячок (Peromyscus attwateri)
        - Наяритский хомячок (Peromyscus simulus)
        - Трес-мариасский хомячок (Peromyscus madrensis)
        - Белоколенный хомячок (Peromyscus pectoralis)
        - Peromyscus polius

      - Группа truei
        - Peromyscus truei
        - Peromyscus gratus
        - Peromyscus bullatus
        - Peromyscus nasutus

      - Группа melanophrys
        - Peromyscus melanophrys
        - Болотный белоногий хомячок (Peromyscus perfulvus)
        - Пуэбласский хомячок (Peromyscus mekisturus)

      - Группа furvus
        - Черноватый хомячок (Peromyscus furvus)
        - Краснобрюхий хомячок (Peromyscus ochraventer)
        - Майаский хомячок (Peromyscus mayensis)

      - Группа megalops
        - Бурый хомячок (Peromyscus megalops)
        - Peromyscus melanurus
        - Черноногий хомячок (Peromyscus melanocarpus)

      - Группа mexicanus
        - Мексиканский хомячок (Peromyscus mexicanus)
        - Peromyscus gymnotis
        - Гватемальский хомячок (Peromyscus guatemalensis)
        - Peromyscus zarhynchus
        - Большой хомячок (Peromyscus grandis)
        - Юкатанский хомячок (Peromyscus yucatanicus)
        - Хомячок Стиртона (Peromyscus stirtoni)

Традиционно этих грызунов относили к подсемейству Cricetinae, или вместе с другими американскими видами хомяков выделяли в подсемейство Sigmodontinae. Результаты недавних молекулярных исследований (2004) показали, что они составляют отдельное подсемейство и отсоединились от подсемейств южно-американских хомяков (Sigmodontinae и Tylomyinae) порядка 16,8—18,1 млн лет назад.

## Природоохранный статус
Неотомовых хомячков используют как лабораторных животных. Некоторые виды могут переносить возбудителей опасных инфекционных болезней, например, болезни Лайма, и хантавирусы.
В Международную Красную книгу занесены как «уязвимые» 9 видов, 13 видов как «вымирающие» и 2 вида как «находящиеся в критическом состоянии»: мексиканские Peromyscus slevini и Peromyscus pseudocrinitus. Кроме того, один вид по состоянию на 2004 г. признан вымершим — Peromyscus pembertoni с мексиканского острова Сан-Педро-Ноласко.